# Szenuszert (vezír)
Szenuszert ókori egyiptomi vezír volt a XII. dinasztia idején, I. Szenuszert uralkodása végén és II. Amenemhat első éveiben. Egy Abüdoszban talált sztéléről ismert (ma a Louvre-ban, C4), melyet II. Amenemhat 8. uralkodási évében készítettek. Említik Amenemhat kormányzó életrajzi feliratában is a kormányzó Beni Hasszán-i sírjában, ahol beszámolnak arról, hogy Koptoszban járt egy küldetés során. A felirat által említett eseményekre I. Szenuszert 43. uralkodási évében került sor.
Szenuszertnek hatalmas sírkomplexuma épült I. Amenemhat piramisa mellett el-Listben. Közepén körülbelül 12×25 méteres masztaba állt, melynek nagy része mára elpusztult. Az épületet 30.4×35.8 méter hosszú vályogfal vette körül. A masztaba díszítése igen töredékesen maradt fenn, de olvasható rajta Szenuszert neve és egyes címei, közte a vezíri cím is. A sírban megtalálták egy később ide temetkezett, Szenebtiszi nevű hölgy érintetlen aknasírját.

## Fordítás
- Ez a szócikk részben vagy egészben  a   Senusret (vizier) című angol Wikipédia-szócikk ezen változatának fordításán alapul.  Az eredeti cikk szerkesztőit annak laptörténete sorolja fel. Ez a jelzés csupán a megfogalmazás eredetét és a szerzői jogokat jelzi, nem szolgál a cikkben szereplő információk forrásmegjelöléseként.